# Jonny Heykens
Johannes Jacobus Heykens (Groningen, 24 september 1884 - Hilversum, 28 juni 1945) was een Nederlandse violist, componist en orkestleider, die bekend werd als collaborateur in de Tweede Wereldoorlog.

## Levensloop
Jonny Heykens studeerde in Groningen bij Christiaan Poortman en Kor Kuiler, in Keulen bij Bram Eldering, in Leipzig bij Max Reger en in Brussel bij Eugène Ysaÿe. Al op zijn zeventiende was hij concertmeester van de Dortmunder Philharmoniker. Daarna speelde hij in diverse andere orkesten. Hij startte in 1914 zijn eigen orkest in Groningen, dat na de Eerste Wereldoorlog vaak optrad in Duitsland, waar hij zeer veel succes had. Hij schreef lichte muziek, vooral orkeststukken, liedjes en muziek voor theater. In 1920 componeerde hij twee serenades op. 21 die wereldwijd populair werden, vooral de eerste, Ständchen.
Vanaf 1931 woonde hij weer in Groningen en vanaf 1934 in Arnhem. Hij was op de radio te horen met het AVRO-kamerorkest, maar toen hij lid werd van de NSB verbrak de AVRO het contact met hem. Tijdens de Duitse bezetting van Nederland droeg hij zijn sympathieën voor de nazi's openlijk uit. Hij kwam terug op de radio – voor de gelijkgeschakelde Nederlandsche Omroep – en werd leider van de 'ondervakgroep lichte muziek' van de Nederlandsche Kultuurkamer. Hij trad op bij nazi-feesten en uitte in de pers zijn bewondering voor Adolf Hitler. Zijn veelgespeelde Ständchen werd daardoor een mikpunt van spot. Op Radio Oranje, de zender van de Nederlandse regering in ballingschap, werd het gezongen door Jetty Paerl van het cabaret De Watergeus, met de tekst:
Op de hoek van de straat staat een farizeeër,
’t Is geen man, ook geen vrouw, maar een NSB'er.
Met een krant in zijn hand staat hij daar te venten.
Verkoopt zijn Volk en Vaderland voor zes losse centen.
In Japan werd Ständchen in 1943 gekozen tot herkenningsmuziek van een radioprogramma voor de strijdkrachten aan het front. Ook in Japanse treinen werd een deel van de melodie jarenlang als tune gebruikt.
Jonny Heykens werd na de bevrijding als collaborateur opgepakt. Hij stierf enkele weken later in detentie in Hilversum. Door de beladen associaties wordt zijn muziek in Nederland niet meer gespeeld, in het buitenland soms wel.